# 半身
| ウィキペディアには「半身」という見出しの百科事典記事はありません（タイトルに「半身」を含むページの一覧/「半身」で始まるページの一覧）。 代わりにウィクショナリーのページ「半身」が役に立つかもしれません。 |